# Eau sur la Lune

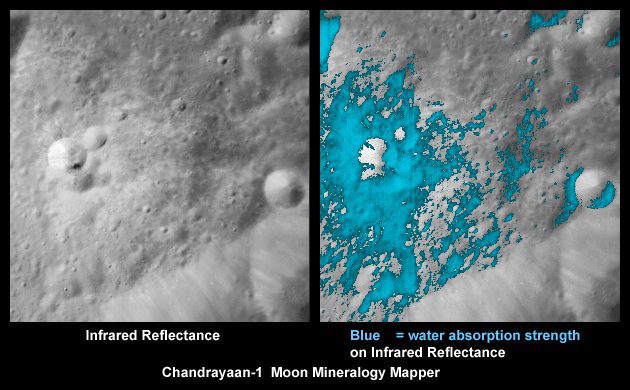
Images du satellite Chandrayaan-1 en 2008, d'un cratère récent montrant des roches riches en eau et groupes hydroxyle (en bleu, image de droite).

L'eau sur la Lune a toujours été absente de la majeure partie de la surface de cet astre en raison des conditions qui y règnent. L'absence d'atmosphère et les températures très élevées durant la journée ne permettent pas à celle-ci de se maintenir à sa surface à l'état liquide comme à l'état de vapeur. Les échantillons du sol (roches et régolite) ramenés dans les années 1970 par les missions spatiales Apollo et Luna semblent confirmer qu'elle est également quasiment absente du sol lunaire. Des observations plus poussées, effectuées dans les décennies suivantes grâce aux progrès de l'instrumentation, démontrent néanmoins que les roches lunaires peuvent en contenir des quantités notables. À compter de 1995, après une pause de deux décennies dans l'étude de la Lune, les observations effectuées par différents engins spatiaux en orbite autour de la Lune (Clementine, Lunar Prospector, Chandrayaan-1, LCROSS, LRO), démontrent la présence de glace d'eau dans des proportions significatives mais mal quantifiées en 2021 au fond des cratères des régions polaires, dans des zones situées en permanence à l'ombre. Plusieurs missions sont programmées par la NASA pour affiner ces données : l'astromobile VIPER qui doit explorer in situ les gisements de glace d'eau du pôle sud, l'orbiteur Lunar Trailblazer ... . Ces découvertes sont à l'origine du choix du pôle sud comme cible des prochaines expéditions avec équipage du programme Artemis de la NASA.
Plusieurs hypothèses sont formulées pour expliquer la présence de glace d'eau dans les régions polaires. Elle pourrait être le résultat du bombardement régulier de comètes, astéroïdes ou météoroïdes, ou s'être formée au fil des années in situ par les ions d'hydrogène des vents solaires qui percutent les minéraux lunaires contenant de l'oxygène. Enfin, la Lune contient probablement de l'eau en raison de ses origines terrestres.
Du fait de son utilité pour de futurs séjours de longue durée à la surface de la Lune (programme Artemis, etc.), la présence d'eau sur le satellite naturel de la Terre fait l'objet de nombreuses recherches. L'analyse de l'eau lunaire pourrait également fournir des indices importants sur l'histoire de la Lune et l'abondance des comètes et des astéroïdes peu après la formation du Système solaire.

## Historique

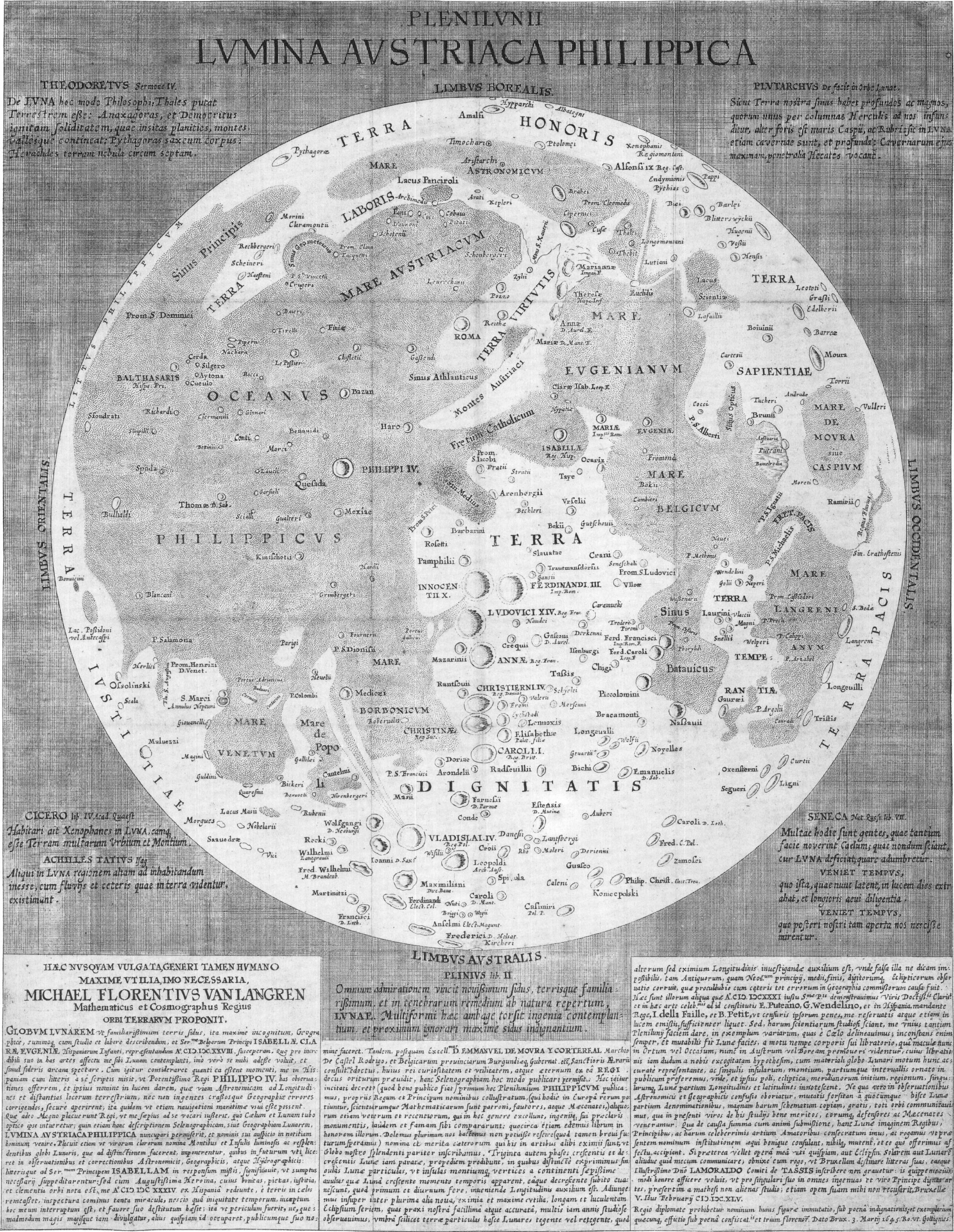
Carte lunaire publiée par Michael Florent van Langren en 1645.

### Découverte de la sécheresse de la Lune
De tout temps, les différences d'albédo de la surface lunaire ont suscité diverses hypothèses. Au XVIIe siècle, lors des premières observations astronomiques réalisées à l'aide de lunettes astronomiques, des savants ont cru que les parties plus sombres de celle-ci correspondaient des plans d'eau liquide. C'est d'ailleurs cette hypothèse qui, à l'époque, mène l'astronome Michael Florent van Langren à les nommer maria (« mer » en latin). Bien que cette interprétation ait été démentie par les observations suivantes, ces formations portent toujours la désignation de mers lunaires de nos jours,.
À partir du milieu du XIXe siècle, les astronomes commencent à émettre l'hypothèse que la Lune est sèche et sans atmosphère. Au fur et à mesure que les observations et connaissances dans le domaine de la physique se précisent, les savants obtiennent la confirmation que les conditions régnant sur la Lune ne permettent pas la présence d'eau liquide à sa surface. Ainsi en 1892 William H. Pickering effectue une série de calculs basés sur l'occultation du Soleil par la Lune qui lui permettent de conclure que la pression atmosphérique à sa surface est inférieure à 1⁄40000 de celle de la Terre (soit moins de 2,533 125 Pa) ce qui ne permet pas à l'eau de se maintenir à l'état liquide. Si cette hypothèse fait désormais pratiquement l'unanimité dans la communauté scientifique, il subsiste quelques dissidents. L'astronome et mathématicien Peter Andreas Hansen partant de l'hypothèse que le centre de masse de la Lune est décalé de 59 km du centre géométrique en déduit qu'il pourrait y avoir une atmosphère et des océans sur la face cachée de la Lune. Hans Hörbiger dans son livre Welteislehre (Monde de glace 1894)  émet l'hypothèse que la plupart des planètes dans l'univers sont principalement composés de glace d'eau et défend la théorie que la Lune est une boule de glace.

### Un passé aqueux?
En ce qui concerne le passé de la Lune, le prix Nobel de chimie 1934 Harold Urey, dont les travaux ont notamment porté sur la genèse de la vie sur Terre et qui a joué un rôle décisif dans la décision de la NASA de mener des missions d'exploration scientifique de la Lune, émet l'hypothèse que la Lune s'est formée en même temps que la Terre et qu'elle constitue une pierre de Rosette de la formation du système solaire ayant conservé les caractéristiques des planètes primitives. Lorsque les sondes spatiales américaines du programme Ranger commencent au milieu des années 1960 à fournir des images détaillées de la surface de la Lune, il émet l'hypothèse que certaines formations (chenaux/rilles) du cratère Alphonsus pourraient résulter de l'évaporation par le passé de grandes quantités d'eau (l'autre hypothèse serait qu'il s'agit de formations liées à l'activité volcanique passées : tube de lave ...). Mais ce point de vue est largement minoritaire au sein de la communauté scientifique.

### Exploration de la Lune dans les années 1960-1970: programme Apollo et sondes Luna

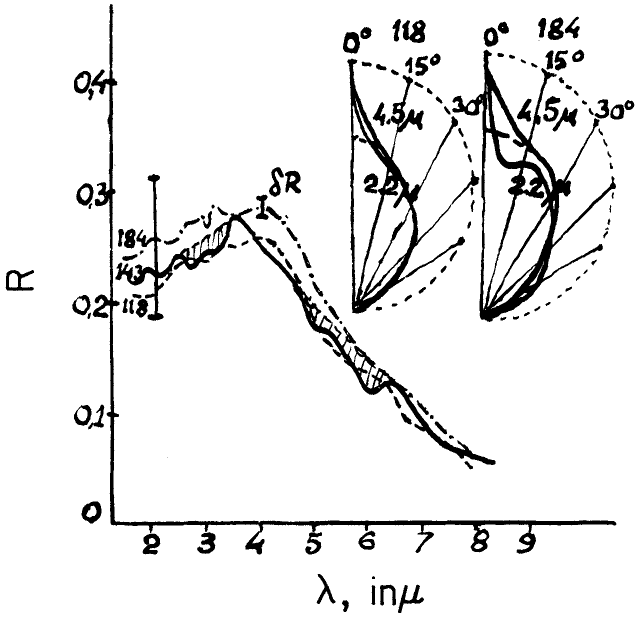
Spectre par d'échantillons du régolite de la Lune..

Les expéditions du programme Apollo (1969-1972) à la surface de la Lune permettent aux astronautes américains de ramener 374 kg de roches lunaires et de régolite. Ces échantillons sont analysés en laboratoire. Des indices très variés confirment que les roches ne contiennent aucune humidité et ne présentent aucune trace d'altération par un processus aqueux. En comparaison avec les roches terrestres les roches lunaires s'avèrent particulièrement sèches. On mesure la quantité d'eau à quelques parties par milliard. Toutefois certains échantillons contiennent jusqu'à 250 à 500 ppm. Mais ces résultats sont considérés comme douteux car le ratio des isotopes deutérium et hydrogène est identiques à celui de l'eau présente sur Terre alors qu'on attend un ratio plus proche de celui de l'hydrogène transporté par le vent solaire,. Un gaz inconnu s'est dissous dans la lave qui a recouvert les mers lunaires et a formé des vésicules. Si ces vésicules avaient été pleines de vapeur d'eau elles auraient dû créer des amphiboles or ceux-ci sont totalement absents. Les roches lunaires sont par ailleurs très pauvres (1% des basaltes terrestres) en éléments chimiques ayant un point de fusion peu élevé (plomb, thallium, bismuth et indium) ce qui permet d'en déduire une proportion d'eau très faible (quelques parties par million) lorsque ces éléments se sont refroidis. En mars 1971, une première détection de vapeur d'eau près de la Lune est obtenue par le Suprathermal Ion Detector Experiment un des instruments de l'ALSEP installé à la surface de la Lune par l'équipage d'Apollo 14. Mais les quantités d'eau sont infimes. Environ 1% de l'atmosphère très ténue de la Lune soit 600 molécules par cm3. Par ailleurs l'équipage de la mission Apollo 15, qui s'est posé près du rille Hadley effectue des observations qui démontrent qu'il ne résulte pas de l'écoulement d'eau mais de lave. Urey abandonne progressivement l'hypothèse d'une présence d'eau par le passé à la surface de la Lune. Ces analyses confirment à ce stade la théorie d'une Lune dont la surface n'a toujours contenu que des traces infimes d'eau,.
Durant toute la période de cette première vague des missions d'exploration de la Lune par les missions spatiales  la présence d'eau à la surface de la Lune  est un sujet scientifique de premier plan et plusieurs articles scientifiques s'appuyant sur les analyses d'échantillon de sol ramenés par les missions lunaires américaines sont publiés. Le consensus scientifique d'une Lune particulièrement sèche n'en est pas modifié malgré quelques nuances apportées par certaines observations et analyses : 
- En février 1978, des scientifiques soviétiques, qui analysent des carottes de sol lunaire prélevés par la sonde spatiale soviétique Luna 24 dans la mer des Crises à des profondeurs de 118, 143 et 184 cm, confirment la présence d'eau dans ces échantillons[9],[10]. Les échantillons ramenés sur Terre ont une concentration massique d'eau de 0,1. Cette concentration concorde avec les résultats des observations provenant de la spectroscopie d'absorption infrarouge (à une longueur d'onde d'environ 3 μm) à un niveau de détection qui est approximativement 10 fois au-dessus de son seuil[9],[10]. Les mesures spectrales montrent ainsi des minimums aux alentours de 3, 5, et 6 µm, des valeurs distinctes du spectre infrarouge des vibrations de valence de l'eau, avec des intensités de deux à trois fois plus grandes que le niveau de bruit[11]. Ces informations sont d'abord publiées dans la revue Geokhimilia, puis traduites en anglais et publiées l'année suivante dans Geochemistry International[12].

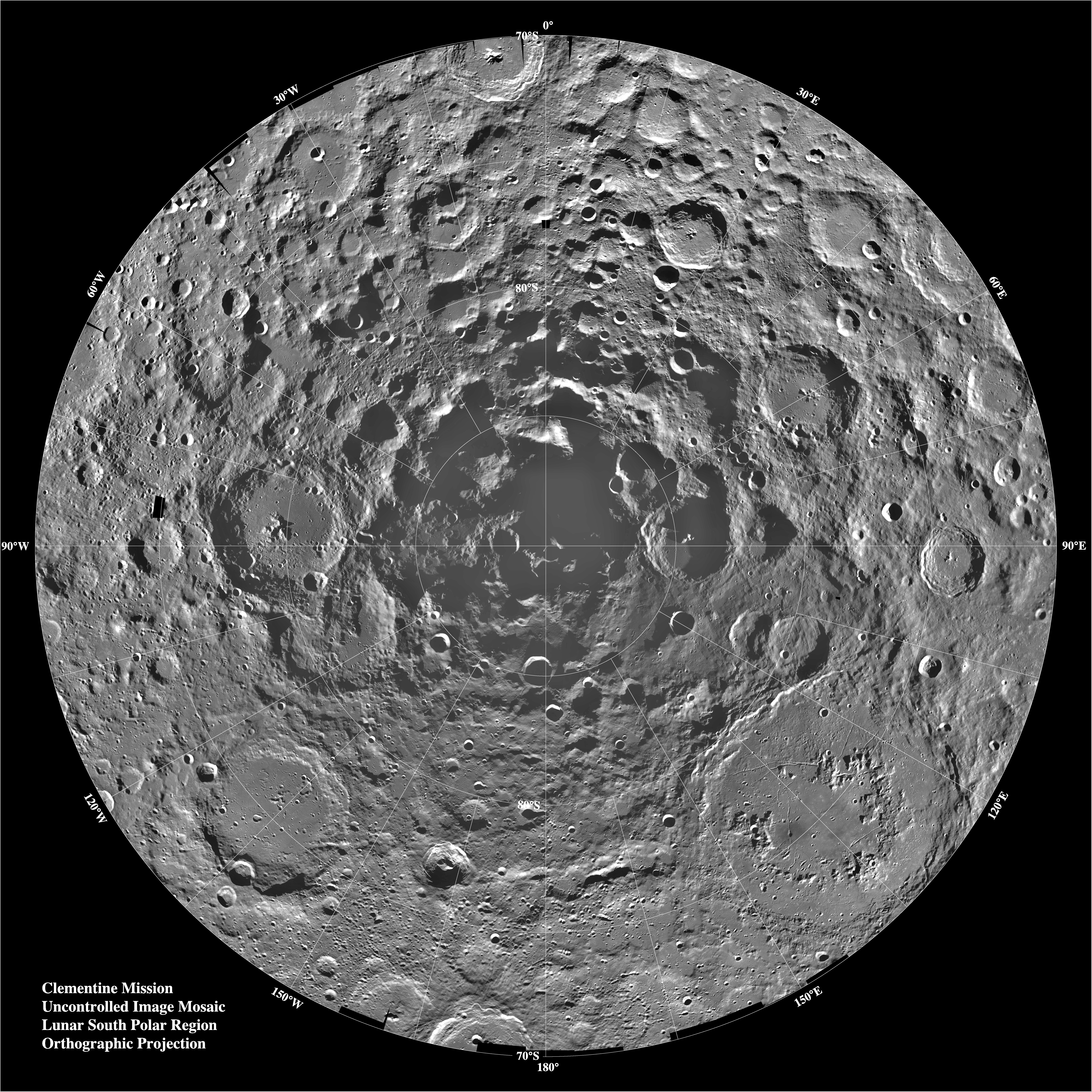
Image composite de la région polaire sud de la Lune, prise par la sonde Clementine. Les zones constamment sombres pourraient contenir de la glace d'eau.

### Les découvertes de Clementine (1994)
Dès 1961 la possibilité théorique de présence de glace au fond de certains cratères polaires de la Lune est suggérée par des chercheurs de Caltech. Dans ces régions où la lumière du Soleil est en permanence rasante, les cratères les plus profonds sont en permanence à l'ombre. L'étendue des zones concernées est accentuée par la faible inclinaison de l'axe de la Lune par rapport au plan de l'écliptique (1,5° contre 23,5° pour la Terre) c'est-à-dire le plan dans lequel se situe le Soleil. Les zones à l'ombre pourraient être des pièges à froid qui conserverait l'eau transportée par les laves issues d'éruptions volcaniques ou des météorites venus s'écraser sur la surface.
En 1994 l'orbiteur américain Clementine confirme la présence de cratères situés en permanence à l'ombre dans les régions polaires et dans lesquels la température serait tout le temps inférieure à −170 °C et pourrait descendre à −249 °C. L'orbiteur détecte de la glace d'eau sur la Lune par l'utilisation d'un radar bistatique. Cependant, les résultats sont jugés non-concluants,,,.

### Renouveau des missions destinées à la recherche d'eau à compter de la fin des années 1990
En janvier 1998, la NASA lance la mission Lunar Prospector. Celle-ci contient plusieurs spectromètres chargés de collecter des données concernant la composition de la surface de la Lune. Elle utilise ainsi un spectromètre à neutrons pour mesurer la quantité d'hydrogène présente à l'intérieur du régolithe lunaire près des régions polaires. L'instrument permet ainsi d'établir des valeurs allant jusqu'à environ 50 ppm. Les scientifiques de la mission interprètent ces résultats comme un signe de la présence de glace dans les cratères constamment ombragés de ces régions. Cependant, ces données peuvent aussi être causées par la présence du radical hydroxyle chimiquement lié aux minéraux.
À la fin de la mission en juillet 1999, la sonde est intentionnellement projetée au centre du cratère Shoemaker, se trouvant près du pôle sud, en espérant qu'une quantité suffisante d'eau serait libérée afin de l'observer. Toutefois, l'analyse spectrale des observations spectrométriques provenant de la Terre sont non-concluantes.
En se basant sur les données des missions Clementine et Lunar Prospector, des scientifiques de la NASA estiment que si de la glace d'eau est présente, sa quantité totale serait de l'ordre de 1 à 3 km3,.
Des données de la mission Cassini-Huygens, qui passe près de la Lune en 1999, laissent à nouveau croire à la détection d'eau sur la Lune, mais là encore, les résultats sont non-concluants.

### Décennie 2000
En 2005 et 2009, la sonde spatiale Deep Impact, qui survole la Lune, effectue des observations mais ne détecte pas d'eau.
En septembre 2007, la sonde japonaise Kaguya observe des éléments de la surface lunaire à l'aide de la spectrométrie gamma. Les capteurs d'imagerie haute résolution de la sonde n'arrivent cependant pas à détecter des signes de glace d'eau vers le pôle Sud, où des cratères sont dans le noir en permanence. Tout comme Lunar Prospector, la sonde termine sa mission en s'écrasant sur la surface lunaire afin d'étudier le nuage de matière éjecté de sa surface.

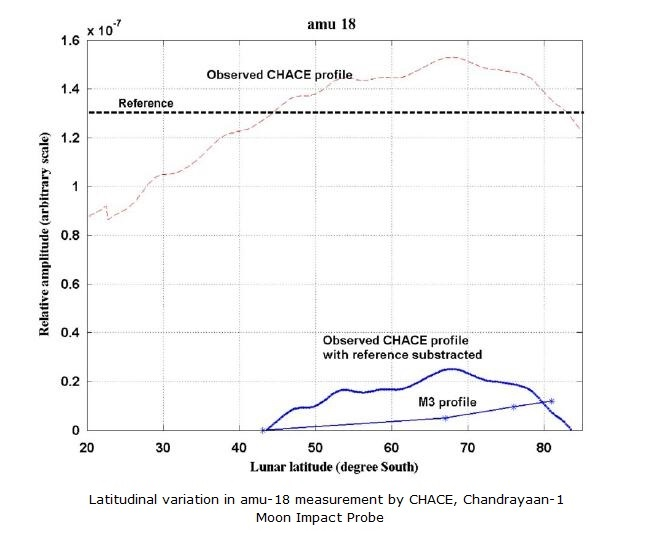
Preuve concrète d'eau dans la mince couche d'atmosphère de la Lune obtenue par Chandrayaan-1's Altitudinal Composition Explorer (CHACE).

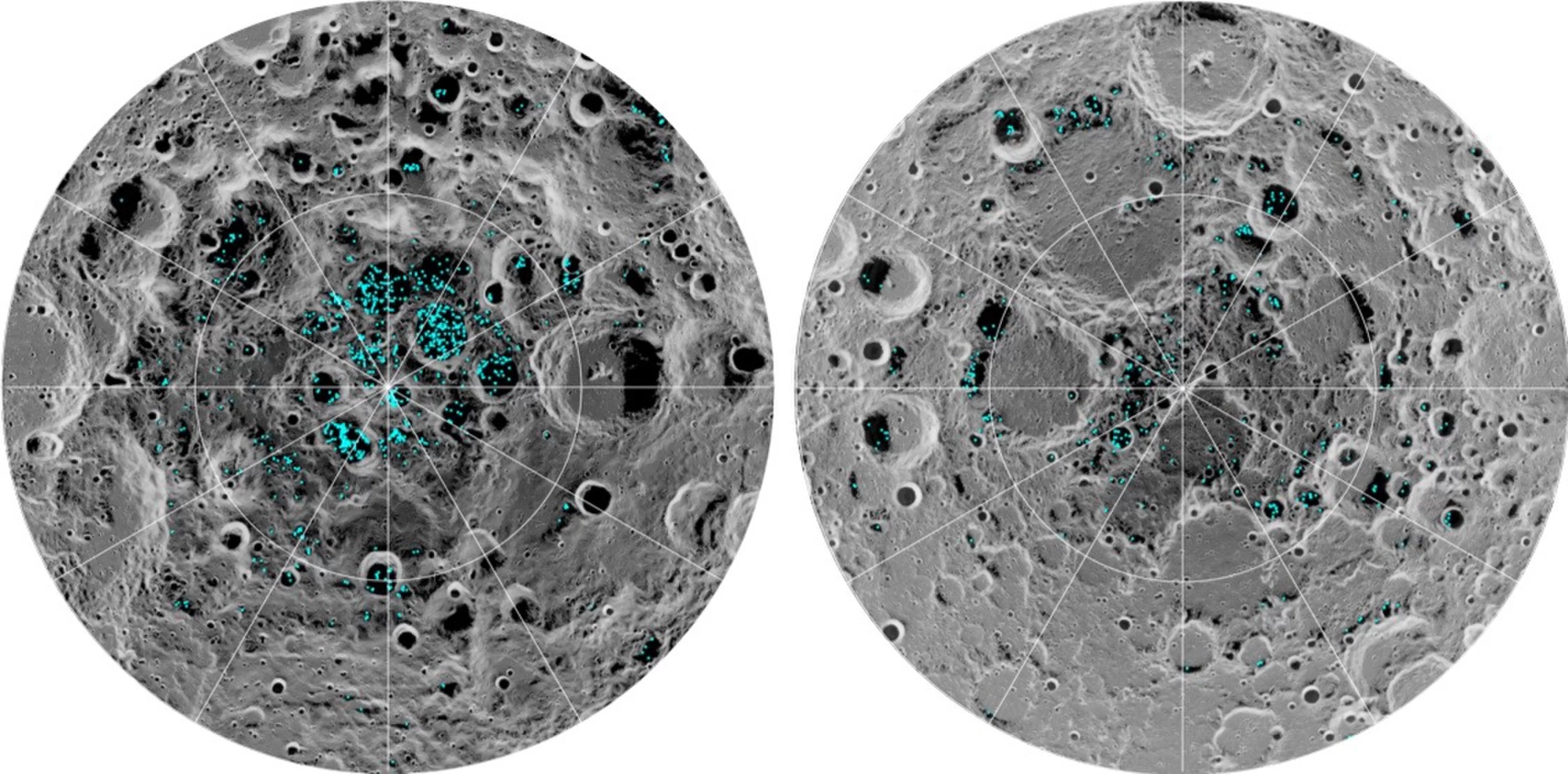
Image montrant la distribution de la glace de surface au pôle Sud (gauche) et au pôle Nord (droite) de la Lune, basée sur la vision du spectromètre de la NASA Moon Mineralogy Mapper (M^{3}) à bord de la sonde orbitale indienne Chandrayaan-1.

Le 14 novembre 2008, l'engin spatial indien Chandrayaan-1 de l'ISRO lance le Moon Impact Probe (MIP) sur le cratère de Shackleton, situé au pôle Sud lunaire, dans le but d'analyser les débris dispersés par l'explosion en quête de présence de glace d'eau. Pendant sa chute qui dure 25 min, le Chandra's Altitudinal Composition Explorer (CHACE), intégré dans le MIP, enregistre des preuves de la présence d'eau grâce aux données de la spectrométrie de masse recueillies dans la fine couche d'atmosphère à la surface lunaire ainsi que dans les raies d'absorption d'hydroxyle des rayons du Soleil réfléchis,.

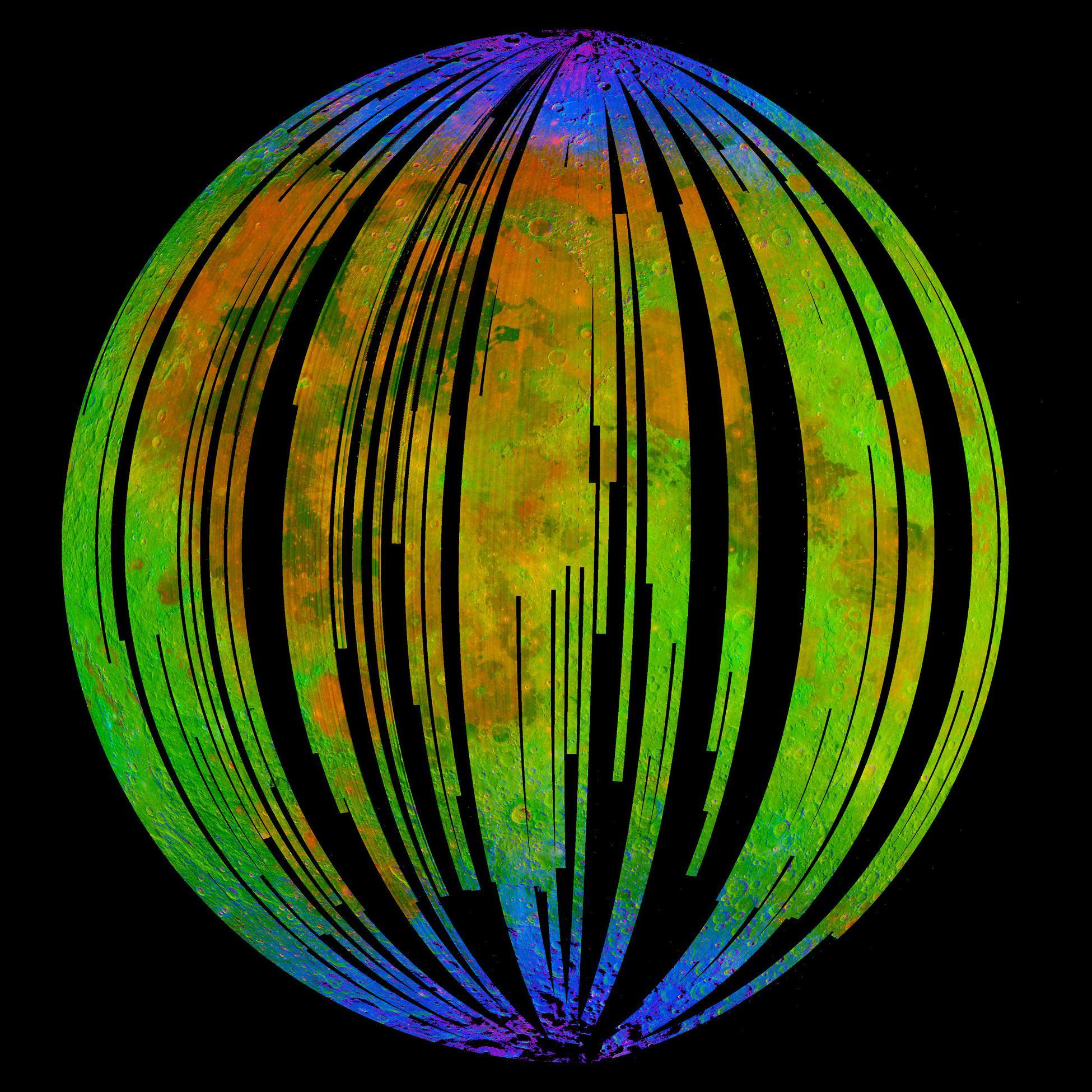
Image de la Lune prise par le Moon Mineralogy Mapper (M^{3}). Le bleu présente la signature spectrale d'hydroxyde, le vert montre la luminosité de la surface mesurée par la réflexion des radiations infrarouges du Soleil et le rouge défini les régions présentant un minerai nommé pyroxène.

Le 25 septembre 2009, la NASA déclare que les renseignements collectés par le Moon Mineralogy Mapper (M3) confirment l'existence d'hydrogène sur de grandes régions de la surface lunaire, bien qu'elle soit en basse concentration et sous forme de groupes hydroxyle (·OH) chimiquement liés au sol,,. Cela confirme les données précédemment compilées par les spectromètres à bord des sondes Deep Impact et Cassini,,.
Bien que les résultats du M3 soient consistants avec les récentes trouvailles des autres instruments à bord du Chandrayaan-1, les molécules d'eau découvertes dans les régions polaires de la Lune ne sont pas cohérentes avec la présence de gros dépôts d'eau de glace pratiquement pure à moins de quelques mètres sous la surface, sans toutefois éliminer la possible présence de petits (<~10 cm) morceaux de glace mélangés avec le régolite,.

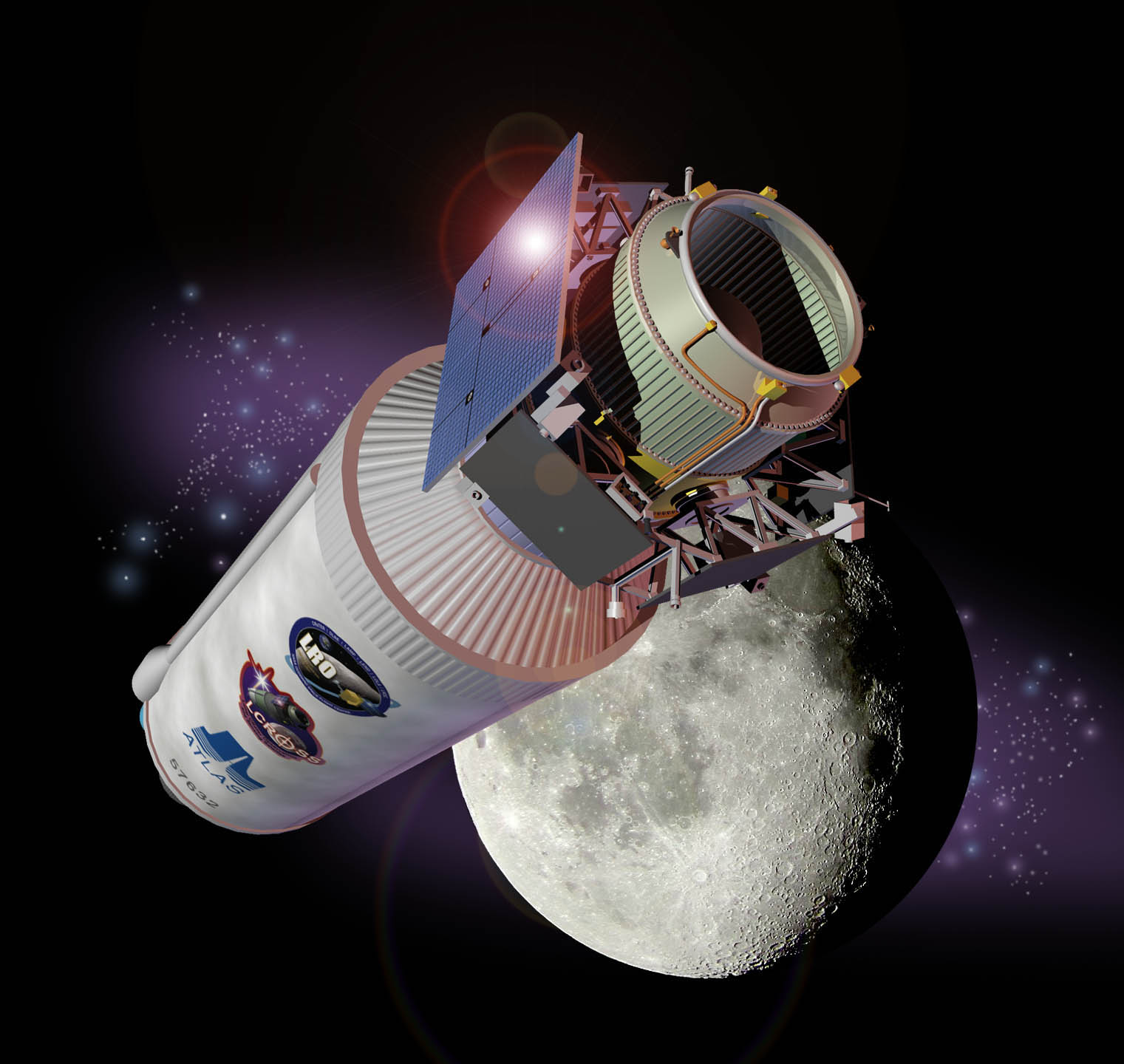
La sonde spatiale lunaire américaine de la NASA Lunar CRater Observation and Sensing Satellite (LCROSS)

Le 18 juin 2009, deux sondes, Lunar Reconnaissance Orbiter (LRO) et Lunar Crater Observation and Sensing Satellite (LCROSS), sont lancées par la NASA.
Les données acquises par l'instrument Lunar Exploration Neutron Detector (LEND) à bord du LRO démontrent que quelques régions indiquent une certaine quantité d'hydrogène. Une analyse plus approfondie des données du LEND suggère que la teneur en eau dans les régions polaires n'est pas directement déterminée par les conditions d'éclairage. Il n'y aurait ainsi pas de différence importante par rapport aux concentrations estimées en eau dans le régolithe des régions éclairées et celles dans l'ombre. Selon les observations de cet instrument uniquement, de basses températures de surface permanentes ne sont ni nécessaires ni suffisantes pour une teneur élevée en eau dans le régolithe.
À l'aide d'un altimètre laser, LRO observe le cratère Shackleton et conclut qu'environ 22 % de sa surface serait recouverte de glace.
LCROSS, quant à elle, détecte une quantité importante de groupements hydroxyles,. Il est possible que ces données proviennent de matériaux contenant de l'eau, qui seraient sous forme de glace d'eau cristalline pratiquement pure mélangée avec le régolithe,,. À nouveau, l'interprétation des observations n'est pas unanime. Une étude publiée en octobre 2010 conclut à des concentrations d'eau représentant 5,6 ± 2,9 % de la masse.
Pour certains spécialistes, ces annonces sont suffisantes pour confirmer la présence de glace d'eau sur la Lune. Ainsi, le 13 novembre 2009, la compagnie Google affiche sur son site Web un Doodle pour souligner la chose.[pertinence contestée].

### Décennie 2010
En mars 2010, on annonce que le Mini-SAR à bord de Chandrayaan-1 aurait découvert plus de 40 cratères en obscurité permanente près du pôle Nord de la Lune et que ces derniers possèderaient environ 600 millions de tonnes de glace d'eau,. La quantité d'eau sous forme de glace estimée est comparable à celle précédemment suggérée avec les données de la mission Lunar Prospector.

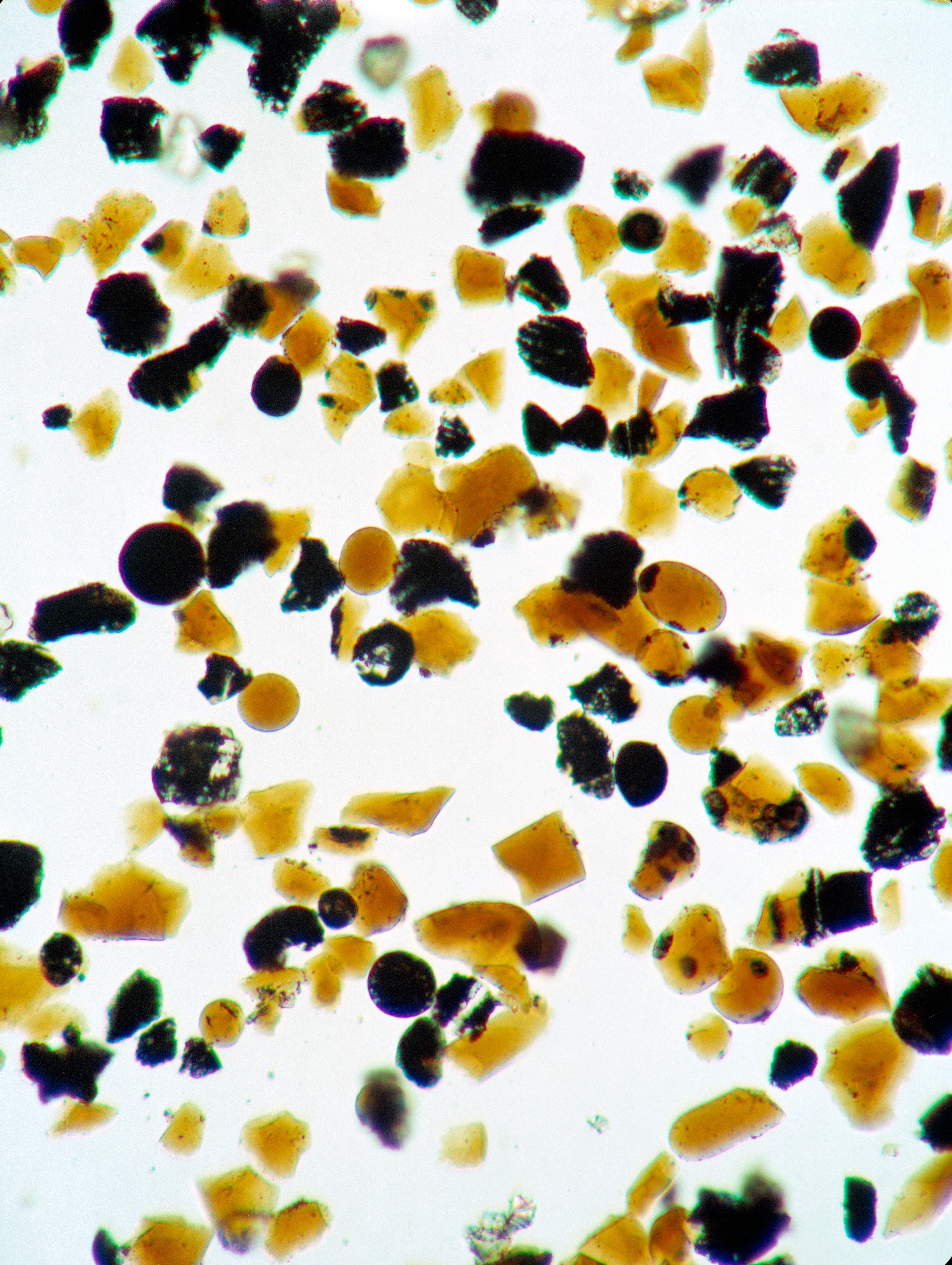
Inclusions magmatiques retrouvées à l'intérieur d'un échantillon de la mission Apollo 17. La taille de ces billes de verre varie entre 20 et 45 microns.

En mai 2011, à l'aide d'une microsonde de Castaing, Erik Hauri (en) et al. découvrent la présence de 615 à 1 410 ppm d'eau dans les inclusions magmatiques de l'échantillon lunaire 74220 prélevé durant la mission Apollo 17 en 1972. Ces inclusions se seraient formées il y a 3,7 milliards d'années lors d'éruptions volcaniques explosives qui ont eu lieu sur la Lune. La concentration en eau retrouvée à l'intérieur de ces billes de verre est semblable à celle présente dans le magma du manteau supérieur de la Terre.

### Décennie 2020
Au début des années 2020 le programme Artemis de la NASA dont l'objectif est de ramener des hommes sur la Lune contribue à débloquer des fonds pour des projets visant à mesurer les quantités d'eau présentes dans les régions polaires. Il s'agit de déterminer si son exploitation est possible pour des missions prolongées à la surface de la Lune. L'astromobile VIPER, qui doit être lancé en 2023, a pour objectif l'étude de  plusieurs cratères perpétuellement plongés dans l'ombre dans la région du pôle sud. L'orbiteur Lunar Trailblazer qui sera lancé en 2025 effectuera des mesures de l'eau présente dans les régions polaires en survolant à faible altitude celles-ci,. La NASA doit également lancer en 2022 un nano-satellite de type CubeSat 8U Lunar IceCube équipé d'un instrument mesurant la quantité d'eau présente dans les régions polaires.

## Caractéristiques physiques
En raison de sa faible masse et de son atmosphère à peu près inexistante, l'eau liquide ne peut persister à la surface de la lune et la vapeur d'eau est décomposée par la lumière du Soleil. L'hydrogène résultant est rapidement perdu dans l'espace. Cependant, malgré cela, des molécules d'eau sont détectables dans la fine atmosphère lunaire,.
L'eau (H2O) et le groupe apparenté hydroxyle (-OH) peuvent aussi être présents dans les minéraux lunaires sous forme de liaisons tels des hydrates et des hydroxydes (plutôt que sous forme libre), et des indices suggèrent fortement que tel est bien le cas en faible concentration sur une grande partie de la surface lunaire. En effet, l'eau adsorbée devrait exister à la surface à des concentrations allant de 10 à 1 000 ppm, voire plus localement.

## Hypothèse du cycle de l'eau lunaire
Les mécanismes menant à la production, au transport et à l'emprisonnement de l'eau sur la Lune restent en 2021 à valider. La forte irradiation solaire à l'équateur lunaire y rend la présence d'eau improbable. Certains cratères des pôles auraient plus de chance d'en contenir.

### Origine et production
L'eau présente à la surface de la Lune a potentiellement trois origines principales : 
- elle était stockée dans le manteau de l'astre à sa formation et elle a été libérée par des processus géologiques (éruptions volcaniques...),
- elle a été  apportée par des astéroïdes et des comètes venues s'écraser à la surface de la Lune.
- elle s'est formée in situ à la surface à la suite d'interactions entre le sol et le plasma du vent solaire.

#### Eau issue du manteau de la planète
Une partie de l'eau lunaire aurait été acquise au moment de la  formation de la Lune par collision entre l'impacteur Théia et la Terre.

#### Apport des comètes et des astéroïdes
Une autre source serait l'apport externe de comètes et autres corps frappant la Lune.

#### Eau produite par le vent solaire
Enfin une partie de l'eau aurait été produite in situ. Cette dernière se produirait lorsque les ions d'hydrogène (protons) des vents solaires se combinent avec les atomes d'oxygène présents dans les minéraux lunaires (oxydes, silicates, etc.) de façon à emprisonner de petites quantités d'eau dans la structure de leurs cristaux. Cette combinaison pourrait également ne produire que des groupes hydroxyles, qui sont des précurseurs potentiels de l'eau,.
Ainsi, les groupements hydroxyles de surface (X–OH) formés par la réaction de protons (H+) et d'atomes d'oxygène accessibles aux surfaces oxydées (X=O) pourraient par la suite être convertis en molécules d'eau (H2O) absorbées par  ces surfaces oxydées. Le bilan de matière d'un réarrangement chimique qui prend supposément place sur des surfaces oxydées prendrait schématiquement la forme suivante :
ou

où X représente la surface oxydée.
La formation d'une seule molécule d'eau requiert la présence de deux groupements hydroxyles adjacents, ou d'une cascade de réactions successives d'un atome d'oxygène avec deux protons. Ce dernier pourrait être perçu comme un facteur limitant et diminuer la probabilité de production d'eau si la densité en protons par unité de surface est trop basse.

### Les cratères
Le Soleil, qui porte la température à la surface à des températures très élevées durant la journée, ne permet pas à l'eau d'y subsister. Tout dépôt aqueux s'évapore/se sublime et se dissipe dans l'espace sous sa forme atomique (hydrogène et oxygène). Cependant, certains cratères situés près des régions polaires, tels le cratère de Shackleton et le cratère Shipple, ne reçoivent aucune lumière du Soleil. du fait de très faible inclinaison orbitale de la Lune par rapport au plan de l'écliptique (1,5°) le Soleil reste pratiquement toujours à la même hauteur au-dessus de l'horizon tout au long de l'année (entre l'hiver et l'été sa hauteur varie de 1,5°). À la latitude des pôles, le Soleil reste rasant 365 jours sur 365. Les températures de ces régions ne dépassent donc jamais 100 K (−173,15 °C), ce qui ferait en sorte que toute forme d'eau qui se retrouve dans ces cratères y reste congelée en permanence
,. Ces périodes pourraient s'étendre sur des milliards d'années.
Bien que les dépôts de glace puissent être épais, il est fort probable qu'ils soient mélangés avec le régolithe sous forme de couches.

### Transport
Bien qu'aucune molécule d'eau libre n'ait pu être retrouvée dans les régions atteintes par les rayons de Soleil, il est probable que l'eau produite in situ par les vents solaires migrerait vers les pôles par un processus d'évaporation et de condensation pour s'y accumuler sous forme de glace. Celle-ci s'ajouterait à la glace qui doit son origine à l'impact de certaines comètes.

## Une ressource pour l'exploration spatiale?
La présence d'une certaine quantité d'eau sur la Lune est un facteur important pour la réalisation de séjours de longue durée sur la Lune tels qu'ils sont envisagés dans le cadre du programme Artemis de la NASA. Le recours à une eau d'origine lunaire permettrait d'économiser le transport de l'eau (ou de l'hydrogène et de l'oxygène) depuis la Terre : une tonne d'eau lancée expédiée depuis celle-ci mobilise un lanceur d'environ 200 tonnes équipé d'un couteux atterrisseur.
Si elle existait en quantité conséquente, la glace lunaire pourrait être recueillie pour produire de l'eau liquide pour la botanique et de l'eau potable. Elle pourrait également être séparée en hydrogène et oxygène par des générateurs nucléaires ou des stations électriques alimentées par des panneaux solaires. L'oxygène pourrait être utilisé pour la respiration et pour fabriquer du combustible (ergol), alors que l'hydrogène pourrait, de son côté, être utilisé pour collecter les oxydes présents dans le sol lunaire et, ainsi, récolter davantage d'oxygène[pas clair].

### Appropriation
La découverte hypothétique d'eau sur la Lune en quantité suffisante pourrait soulever de multiples débats légaux concernant la propriété de cette eau et l'accès à son exploitation. En effet, le traité de l'espace de l'ONU n'empêche pas l'exploitation des ressources lunaires, mais il interdit l'appropriation de la Lune par des nations individuelles et est généralement considéré comme étant le principal obstacle à la revendication par certains pays des ressources de la Lune,. Quant à lui, le traité sur la Lune stipule que l'exploitation des ressources lunaires devrait être gouvernée par un « régime international », mais ce traité n'a été approuvé que par quelques-unes des nations ayant un programme spatial avancé.
La plupart des experts juridiques s'entendent pour dire que c'est par l'intermédiaire de compagnies privées ou nationales que ce traité subira l'ultime test. En vertu du SPACE Act de 2015, certaines compagnies privées font déjà valoir leur droit d'exploiter des ressources qu'ils retireront de la Lune et/ou d'astéroïdes par leurs propres efforts, risques et investissements, notamment les compagnies américaines Moon Express et Shackleton Energy Company qui envisagent  d'établir une base lunaire d'extraction de glace,.

## Dans la littérature et la science-fiction
L'écrivain français Jules Verne dans le chapitre XVII d'Autour de la Lune achevé en 1869, fait déclarer à l'un des héros de l'aventure : « Oui, Nicholl, des neiges dont la surface est glacée profondément. Voyez comme elle réfléchit les rayons lumineux. Des laves refroidies ne donneraient pas une réflexion aussi intense. Il y a donc de l'eau, il y a donc de l'air sur la Lune. Si peu qu'on voudra, mais le fait ne peut plus être contesté ! ».
À partir de 1949, avec le conseil du scientifique belge Bernard Heuvelmans et s'inspirant notamment des études de l'astronome et journaliste français Pierre Rousseau (vulgarisateur) et du physicien suisse Auguste Piccard, le célèbre auteur belge Hergé élabore l'album du personnage Tintin, intitulé On a marché sur la Lune, suite d'Objectif Lune. En 2011, l'astrophysicien et vulgarisateur français Roland Lehoucq publie une courte étude concernant la théorie prédictive d'Hergé en confirmant certains aspects et en pondérant d'autres : dans des zones protégées de la lumière solaire comme une grotte ou un souterrain, la glace pourrait être conservée car la température atteindrait -18 °C; toutefois la glace présente dans une telle cavité se sublime et s'évapore en quelques dizaines d'années.